# 月虹 (アニメ制作会社)
合同会社月虹（げっこう）は、日本のアニメ制作会社・声優事務所。

## 略歴
2017年12月、芸能事務所であるジョイントオフィスの制作1部（声優部門）が分社化し設立。テレビアニメの制作、ラジオやインターネット上のアニメ広告宣伝、声優の育成を主な事業とする。
2023年12月、グループ会社として山口県山口市に「株式会社白狐動画」を設立。代表社員である平田実と山口市内で音響関係の仕事に務めていた清水広行との縁から市内初進出を果たし、2024年1月より事業を開始した。これにより、人材不足の課題を抱えるアニメ業界における新たな人材の掘り起こしを未開拓の地で図るとしている。

## 作品履歴

### テレビアニメ
| 開始年 | 放送期間    | タイトル                                                             | 監督                  | アニメーション プロデューサー | 原作 |
| ------ | ----------- | -------------------------------------------------------------------- | --------------------- | ----------------------------- | ---- |
| 2023年 | 4月 - 6月   | 異世界ワンターンキル姉さん 〜姉同伴の異世界生活はじめました〜        | 髙木啓明              | 平田実                        | 漫画 |
| 2023年 | 7月 - 9月   | てんぷる                                                             | 古賀一臣              | 平田実                        | 漫画 |
| 2024年 | 4月 - 6月   | じいさんばあさん若返る                                               | 西田正義              | 平田実                        | 漫画 |
| 2024年 | 7月 - 9月   | モブから始まる探索英雄譚                                             | 小林智樹              | 平田実                        | 小説 |
| 2024年 | 10月 - 12月 | 魔王様、リトライ!R                                                   | 古賀一臣              | 平田実                        | 漫画 |
| 2025年 | 10月 -      | 味方が弱すぎて補助魔法に徹していた宮廷魔法師、追放されて最強を目指す | 高橋賢                | 未公表                        | 小説 |
| 2026年 | 未公表      | 真夜中ハートチューン                                                 | 高橋雅之              | 未公表                        | 漫画 |
| 未公表 | 未公表      | 勇者パーティーにかわいい子がいたので、告白してみた。                 | 山本靖貴（総） 峯友則 | 未公表                        | 小説 |

### Webアニメ
| 配信年 | タイトル               | 監督     | 原作       |
| ------ | ---------------------- | -------- | ---------- |
| 2024年 | ようこそディストピアへ | 山本雄三 | オリジナル |

### 制作協力
| 年     | タイトル                                                                            | 制作元請                                      | 媒体   | 備考       |
| ------ | ----------------------------------------------------------------------------------- | --------------------------------------------- | ------ | ---------- |
| 2020年 | クソゲーって言うな!                                                                 | キャラクション                                | Web    | 企画・音響 |
| 2021年 | トラとミケ                                                                          | キャラクション                                | Web    | 企画・音響 |
| 2022年 | ピーター・グリルと賢者の時間 Super Extra                                            | ウルフズベイン アニメーションスタジオ・セブン | テレビ |            |
| 2024年 | 名湯『異世界の湯』開拓記 〜アラフォー温泉マニアの転生先は、のんびり温泉天国でした〜 | BloomZ ウルフズベイン                         | テレビ |            |

## 所属声優

### 男性
- 木村圭助

### 女性
- 木下鈴奈
- 青柳美里
- 宮咲あかり
- 城咲名津

## 事業所
本社
- 〒160-0023 東京都新宿区西新宿8丁目12番1号 サンパレス新宿1003

新宿第1スタジオ
- 〒169-0073 東京都新宿区百人町1丁目23番4号 D-SQUARE Shinjuku 3F

新宿第2スタジオ
- 〒169-0074 東京都新宿区北新宿1丁目1番17号 ウィンド北新宿ビル3F

新宿第3スタジオ
- 〒169-0074 東京都新宿区北新宿1丁目1番17号 ウィンド北新宿ビル5F